# Estnische Krone
Die Estnische Krone (estnisch: Eesti kroon) war von 1928 bis 1940 und von 1992 bis 2010 die Währung Estlands. Sie wurde von der Estnischen Zentralbank (Eesti Pank) herausgegeben. Die estnische Krone war bis 2001 im Verhältnis 1 DM = 8 EEK an die D-Mark gekoppelt, seit 2002 im Verhältnis 1 EUR = 15,6466 EEK an den Euro. Es gab Banknoten zu 1, 2, 5, 10, 25, 50, 100, 500 Kronen und Münzen zu 5, 10, 20 und 50 Senti sowie zu 1 und 5 Kronen.
Am 1. Januar 1928 löste die Estnische Krone die Estnische Mark als Währung Estlands ab. Nach der Annexion Estlands im Jahre 1940 durch die Sowjetunion wurde die Estnische Krone zum Kurs von 1 (Sowjetischer) Rubel = 0,80 Kronen eingetauscht. Nach Wiedererlangung der Unabhängigkeit wurde 1992 die Estnische Krone zum Kurs von 1 Krone = 10 (Russische) Rubel wieder eingeführt.
Am 1. Januar 2011 wurde sie vom Euro abgelöst, als Estland der Europäischen Währungsunion beitrat.

## Banknoten
| Nennwert   | Bild                       | Bild                     | Vorderseite                                                 | Rückseite                                                                                      | Ausgaben                                               |
| ---------- | -------------------------- | ------------------------ | ----------------------------------------------------------- | ---------------------------------------------------------------------------------------------- | ------------------------------------------------------ |
| 1 Kroon    | 1 Krone Vorderseite        | 1 Krone Rückseite        | Kristjan Raud (Maler, Graphiker)                            | Toompea loss (Burg auf dem Domberg) in Tallinn                                                 | 1992                                                   |
| 2 Krooni   | 2 Kronen Vorderseite       | 2 Kronen Rückseite       | Karl Ernst von Baer (Anthropologe, Naturforscher, Geograph) | Universität Tartu                                                                              | 1992, 2006, 2007                                       |
| 5 Krooni   | 5 Kronen Vorderseite       | 5 Kronen Rückseite       | Paul Keres (Schachspieler)                                  | Hermannsfestung von Narva (Keres Geburtsort), Fluss Narva und Festung von Iwangorod (Russland) | 1991, 1992, 1994                                       |
| 10 Krooni  | 10 Kronen Vorderseite      | 10 Kronen Rückseite      | Jakob Hurt (Folklorist, Theologe, Sprachwissenschaftler)    | Tamme-Lauri-Eiche im südestnischen Urvaste                                                     | 1991, 1992, 1994, 2006, 2007                           |
| 25 Krooni  | 25 Kronen 2007 Vorderseite | 25 Kronen 2007 Rückseite | Anton Hansen Tammsaare (Schriftsteller)                     | Vargamäe (aus dem Werk Tõde ja õigus von Anton Hansen Tammsaare)                               | 1991, 1992, 2002, 2007                                 |
| 50 Krooni  | 50 Kronen Vorderseite      | 50 Kronen Rückseite      | Rudolf Tobias (Komponist)                                   | Estonia-Theater (Nationaloper und Konzerthaus)                                                 | 1994                                                   |
| 100 Krooni | 100 Kronen Vorderseite     | 100 Kronen Rückseite     | Lydia Koidula (Dichterin)                                   | nordestnische Steilküste                                                                       | 1991, 1992, 1994, neue Sicherheitsmerkmale: 1999, 2007 |
| 500 Krooni | 500 Kronen Vorderseite     | 500 Kronen Rückseite     | Carl Robert Jakobson (Publizist, Schriftsteller, Pädagoge)  | Rauchschwalbe (estnischer Nationalvogel) über der estnischen Landschaft                        | 1991, 1994, 1996, neue Sicherheitsmerkmale: 2000, 2007 |

## Münzen

### 1992–2010
| Nennwert | Bild | Bild | Material                        | Gewicht | Durchmesser | Rand  | Ausgaben                                             |
| -------- | ---- | ---- | ------------------------------- | ------- | ----------- | ----- | ---------------------------------------------------- |
| 5 Senti  |      |      | 93 % Cu, 5 % Al, 2 % Ni,        | 1,29 g  | 15,95 mm    | glatt | 1991, 1992, 1995                                     |
| 10 Senti |      |      | 93 % Cu, 5 % Al, 2 % Ni,        | 1,87 g  | 17,20 mm    | glatt | 1991, 1992, 1994, 1996, 1997, 1998, 2002, 2006, 2008 |
| 20 Senti |      |      | 93 % Cu, 5 % Al, 2 % Ni,        | 2,27 g  | 18,95 mm    | glatt | 1992, 1996                                           |
| 20 Senti |      |      |                                 | 2,27 g  | 18,95 mm    | glatt | 1997, 1999, 2003, 2004, 2006, 2008                   |
| 50 Senti |      |      | 93 % Cu, 5 % Al, 2 % Ni,        | 3 g     | 19,50 mm    | glatt | 1992, 2004, 2006, 2007                               |
| 1 Kroon  |      |      |                                 |         |             |       | 1992, 1993, 1995                                     |
| 1 Kroon  |      |      | 89 % Cu, 5 % Al, 5 % Sn 2 % Ni, | 5 g     | 23,25 mm    |       | 1998, 2000, 2001, 2003, 2006                         |
| 1 Kroon  |      |      | 89 % Cu, 5 % Al, 5 % Sn 2 % Ni, | 5 g     | 23,25 mm    |       | 2008                                                 |
| 5 Krooni |      |      | 89 % Cu, 5 % Al, 5 % Sn 2 % Ni, | 7,1 g   | 26,20 mm    |       | 1993                                                 |
| 5 Krooni |      |      | 89 % Cu, 5 % Al, 5 % Sn 2 % Ni, | 7,1 g   | 26,20 mm    |       | 1994                                                 |

### Sondermünzen
Neben den Kursmünzen gab es auch verschiedene Sondermünzen. So wurden 2010 drei Sondermünzen herausgegeben: Eine mit dem Wert von 25 Kronen (Silber), eine mit dem Wert von 50 Kronen (Silber) und die dritte mit dem Wert von 100 Kronen (Gold). Auch im Jahr 2008 gab es eine 100-Kronen-Platinmünze:
- 100 Kronen (Platin)

## Umstellung auf den Euro
Estland ist am 1. Mai 2004 der EU beigetreten. Am 27. Juni 2004 erfolgte zusammen mit Litauen und Slowenien der Beitritt zum Wechselkursmechanismus II.
Der zunächst geplante Beitritt Anfang 2007 musste wegen der zu hohen Inflation verschoben werden. Der Euro wurde am 1. Januar 2011 eingeführt.
Die Krone als Währung wurde neben dem Euro bis 15. Januar 2011 benutzt.

## Belege
1. ↑  Archivierte Kopie (Memento des Originals vom 20. Januar 2011 im Internet Archive)  Info: Der Archivlink wurde automatisch eingesetzt und noch nicht geprüft. Bitte prüfe Original- und Archivlink gemäß Anleitung und entferne dann diesen Hinweis.